# ヴォランティアード・スレイヴリー
『ヴォランティアード・スレイヴリー』（Volunteered Slavery）は、アメリカ合衆国のジャズ・ミュージシャン、ローランド・カークが1969年にアトランティック・レコードから発表したアルバム。

## 解説
LPのサイド1にはスタジオ・レコーディング、サイド2には1968年のニューポート・ジャズ・フェスティバルにおけるライヴ録音が収録された。
Thom Jurekはオールミュージックにおいて5点満点中4.5点を付け「そのビート、アフリカの詠唱の詩情、バップ以降のブルースの精神は、あるべき方向性への最初の一撃となった」「彼が後に『ブラックナス』で示す方向性よりは少々フォーマルだが、彼が発掘していく血脈の始まりと言える」と評している。

## カヴァー
カークが作曲したタイトル曲は、バーニー・ウォーレルのアルバム『ファンク・オブ・エイジズ』（1990年）において、ウォーレルのオリジナル曲「Bern's Blues」及びサン・ラの曲「Outer Spaceways」とのメドレーとしてカヴァーされた。また、デレク・トラックスも同曲を度々カヴァーしており、ライヴ音源は『ライヴ・アット・ジョージア・シアター』（2004年）や『ソングラインズ・ライヴ』（2006年・DVD）、スタジオ録音はアルバム『ソングラインズ』（2006年）に収録された。

## 収録曲
1. ヴォランティアード・スレイヴリー - "Volunteered Slavery" (Roland Kirk) - 5:45
2. スピリッツ・アップ・アバヴ - "Spirits Up Above" (R. Kirk) - 3:38
3. マイ・シェリー・アモール - "My Cherie Amour" (Henry Cosby, Sylvia Moy, Stevie Wonder) - 3:20
4. サーチ・フォー・ザ・リーズン・ホワイ - "Search for the Reason Why" (R. Kirk) - 2:08
5. アイ・セイ・ア・リトル・プレイヤー - "I Say a Little Prayer" (Burt Bacharach, Hal David) - 8:00
6. ローランズ・オープニング・リマークス - "Roland's Opening Remarks" - 0:40
7. ワン・トン - "One Ton" (R. Kirk) - 5:01
8. オヴェーション&ローランズ・リマークス - "Ovation and Roland's Remarks" - 1:40
9. ア・トリビュート・トゥ・ジョン・コルトレーン - "A Tribute to John Coltrane" - 8:24
  - a.ラッシュ・ライフ - "Lush Life" (Billy Strayhorn)
  - b.アフロ・ブルー - "Afro-Blue" (Mongo Santamaría)
  - c.ベッシーズ・ブルース - "Bessie's Blues" (John Coltrane)
10. スリー・フォー・ザ・フェスティヴァル - "Three for the Festival" (R. Kirk) - 4:15

## 参加ミュージシャン
- ローランド・カーク - テナー・サクソフォーン、フルート、ノーズ・フルート、マンツェロ、ストリッチ、ゴング、ホイッスル、ボーカル
- ロン・バートン - ピアノ
- ヴァーノン・マーティン - ベース
- ソニー・ブラウン - ドラムス(on Side 1)
- チャールズ・クロスビー - ドラムス(on Side 1)
- ジミー・ホップス - ドラムス(on Side 2)
- ジョー・テキシドール - パーカッション、タンブリン
- チャールズ・マギー - トランペット(on Side 1)
- ディック・グリフィン - トロンボーン(on Side 1)
- ザ・ローランド・カーク・スピリット・クワイア - ボーカル(on Side 1)